# (6859) Datemasamune
(6859) Datemasamune est un astéroïde de la ceinture principale, de la famille de Hungaria.

## Description
(6859) Datemasamune est un astéroïde de la ceinture principale, de la famille de Hungaria. Il présente une orbite caractérisée par un demi-grand axe de 1,83 UA, une excentricité de 0,01 et une inclinaison de 23,2° par rapport à l'écliptique.
Il est nommé d'après le daimyō (noble japonais) Date Masamune.

## Compléments